# Campeonato Europeo de Remo de 1947
El XXXIX Campeonato Europeo de Remo se celebró en Lucerna (Suiza) en 1947 bajo la organización de la Federación Internacional de Sociedades de Remo (FISA).
En total se disputaron siete pruebas diferentes, todas ellas en la categoría masculina.

## Medallero
| Núm. | País           | Oro | Plata | Bronce | Total |
| ---- | -------------- | --- | ----- | ------ | ----- |
| 1    | Italia         | 2   | 2     | 0      | 4     |
| 2    | Francia        | 2   | 0     | 1      | 3     |
| 3    | Dinamarca      | 1   | 1     | 1      | 3     |
| 4    | Hungría        | 1   | 0     | 0      | 1     |
| 4    | Países Bajos   | 1   | 0     | 0      | 1     |
| 6    | Suiza          | 0   | 1     | 3      | 4     |
| 7    | Checoslovaquia | 0   | 1     | 2      | 3     |
| 8    | Austria        | 0   | 1     | 0      | 1     |
| 8    | Bélgica        | 0   | 1     | 0      | 1     |
|      | TOTAL          | 7   | 7     | 7      | 21    |